# 筆靈
《筆靈》(原名筆塚，繁體版翻譯為筆靈)是中國作家馬伯庸受《后西游记》中文明天王所持春秋笔启发，于2006年开始創作的小說。2007年，上海文艺出版社出版《笔冢随录·生事如转蓬》。2009年，重庆出版社相继出版《笔冢随录Ⅰ·生事如转篷》、《笔冢随录Ⅱ·万事皆波澜》，后以《筆靈》之名出版繁体版，目前《筆靈》共有四集，《壹︰生事如轉蓬》、《貳︰萬事皆波瀾》、《參︰沉憂亂縱橫》、《肆︰蒼穹浩茫茫》。
2019年4月，中南博集天卷、湖南文艺出版社共同出版了《七侯筆錄》上下二冊(簡體版)，內容做了些微調整，也是《筆靈》的結局。同年10月8日，奇幻基地於facebook公布七侯筆錄繁體版即將上市。

## 故事大綱
當古人的才情不死不滅，化為筆靈之時，後世會掀起多大的風波？一場名副其實的筆戰即將開打——

## 人物
筆塚主人
自秦末以來不斷奔波，發願保留天下才情，有著出神入化的神通，可將文人魂魄煉為筆靈。
據書上所載，筆塚主人原是秦朝小吏，因項羽火燒阿房宮而死，卻也因此與倉國宬中萬千典籍所藏的作者心力合為一體，得到煉筆神通。
陸游
為「筆通」之祖，在諸葛、韋家具有僅次於筆塚主人的地位。
千年後，其魂魄寄寓在彼得和尚體內，在葛洪鼎火下覺醒。

## 名詞
筆塚吏
可神會或寄身，神會指筆靈自行認主，寄身則指將筆靈強行植入，故寄身威力不及神會。
筆通
識遍萬千筆靈，可馭眾筆，結筆陣。代表人物為:筆通之祖—陸游及其轉世彼得和尚(韋情東)。
渡筆人
較筆通更為罕有，體內最多可存放七支筆靈，乃筆塚重開之關鍵。
管城七侯
筆塚主人親選七支筆靈，封為管城七侯，為打開筆塚之關鍵。
筆陣圖
衛鑠之作，內有衛夫人魂魄，毋須筆通主持，即可佈下筆陣。
據筆勢特點︰「橫」如千里陣雲，「點」如高山墜石，「豎」如萬歲枯藤，「努」如百鈞弩發，「撇」如陸斷犀角，「捺」如猛浪奔雷，「勾」如勁弩筋節。
蕉龍
懷素為避筆塚主人，臨終前傾其畢生功力，在蕉葉上寫下四個龍字，化為蕉龍，自閉於退筆塚內。
儒林桃李陣
由象徵72賢人的72束脩組成，董仲舒藉此大陣，罷黜百家，筆塚主人一度為其所困。

### 筆塚錄靈簿
青蓮筆
煉自李白，能具化物，為管城七侯之一。其正體遨遊宇外，故筆塚主人另煉遺筆，收歸筆塚。後於羅中夏散去筆靈時，再度現蹤。
詠絮筆
煉自謝道韞，能使用冰雪。
凌雲筆
煉自司馬相如，是筆能驅風雲，乃筆中之雄。
畫眉筆
煉自張敞，是筆仁惠調和，飛光反流，以濟生靈。
麟角筆
煉自張華，能動懾人心，總決五感，顯博物之功。
五色筆
煉自江淹，具有江淹、郭璞雙重境界，是筆分五色，曰黃、曰青、曰赤、曰黑、曰白，黃者致慾，青者致懼，赤者致危，玄者無視距離，白者碎石斷金。
點睛筆
煉自張僧繇，為管城七侯之一，有指示命運之用。
滄浪筆
煉自嚴羽，凡遇此筆，詩家筆靈無不拜服。
如椽筆
煉自王珣，可放大非實體之物數倍。
天臺白雲筆
煉自王羲之，為管城七侯之一。
水經筆
煉自酈道元，有挪轉地理之能。
瘦金筆
煉自宋徽宗，惜墨如金，其墨摧石斷金。
鬼筆
煉自李賀，擅追懾人心，動彼七情六慾。
通鑒筆
煉自司馬光，善於切中關竅，甚至可直擊筆靈本體。
秋風筆
煉自杜甫，此筆能具象化三重茅，劃出方圓數丈的「沉鬱頓挫」領域。
壯筆
煉自陳琳，是筆取其銳，骨刺盡縮肌裡，匯聚一點，如同一柄無形利劍。
怨筆
煉自唐婉，可致人偏執。
紫陽筆
朱熹自煉之，是筆體用理、氣，構成領域，自成規矩。
天人筆
煉自董仲舒，有吞食天地之能，萬筆歸宗之勢，乃筆中王者。
從戎筆
煉自班超，武勇第一，一往無前，人定西域，筆稱從戎。儒以文亂法，俠以武犯禁(五蠹)，武可爭一時之先，殆非文人筆墨所能制也。
雪梨筆
煉自岑參，能變物改態，移彼內質。
常侍筆
煉自高適，能多驅傀儡，如臂使指。
商洛筆
煉自王禹偁，商洛化筆為棍，棍如其文耿直。
正俗筆
煉自顏師古，有指謬正論之效。
藥王筆
煉自孫思邈，可大幅催發藥性，促進迴圈吸收。
初唐四傑——滕王筆、邊塞筆、五悲筆、檄筆
王勃滕王筆，可鎖敵滕王閣中，無視空間距離。楊炯邊塞筆，能化為一柄氣貫長虹的長槍。盧照鄰五悲筆，可致人心智沮喪，悲觀莫名。駱賓王檄筆，鋒銳無極，一字一刺，割骨剔心。
愴然筆
煉自陳子昂,筆靈所及，能教人心沮喪、意志消沉。
愁筆
煉自李煜
孤憤筆
煉自韓非
裴劍筆
推測煉自裴旻
少游筆
煉自秦觀
慈恩筆
煉自玄奘，能化寶塔，庇護塔中生靈事物。
漱玉筆
煉自李清照
筆塚伏筆
煉自筆塚主人。可代主人御眾筆,亦可散去萬靈。筆塚主人在封塚之前，自知將散，遂把自己也煉成最後一支筆靈，化於心霾之中

### 管城七侯
筆塚主人曆代煉筆無數，親自遴選出七支筆靈，並稱“管城七侯”。七侯俱是煉自一代巨擘，靈性卓然，地位淩駕其他諸筆之上。
青蓮筆
煉自詩仙李白。飄逸不羈，興壯思飛，可惜這支筆自煉成之日起，便不知所終，只留下一支青蓮遺筆，佔得一個“詩”字。
天臺白雲筆
煉自書聖王羲之，超凡絕聖，清雅風流，佔得一個“書”字。
點睛筆
煉自丹青大手張僧繇，骨氣奇偉，靈奇變化，佔得一個“畫”字。
太史筆
煉自太史公司馬遷，雄深雅健，高視千載，佔得一個“史”字。
靈崇筆
煉自小仙翁葛洪，通玄精微，丹杏並臻，佔得一個“道”字。
慈恩筆
煉自大德玄奘，志毅願宏，取譯明法，佔得一個“釋”字。
紫陽天人筆
煉自鴻儒董仲舒。開儒門百代之興，後來朱熹捨出自己的紫陽筆，與天人筆相合。因此，只有天人、紫陽合二為一，才是真正的七侯，佔得一個“儒”字。